# Henri De Pauw
Henri De Pauw   (Anvers, 26 de febrer de 1911 - Oostende, 6 de juny de 1973) va ser un waterpolista belga que va competir entre les dècades de 1920 i 1940.
El 1928 va prendre part en els Jocs Olímpics d'Amsterdam, on fou cinquè en la competició de waterpolo. Vuit anys més tard, als Jocs de Berlín, va guanyar la medalla de bronze en la competició de waterpolo. La tercera i darrera participació en uns Jocs fou el 1948, a Londres, on fou quart en la competició de waterpolo.